# Uljana Wolf

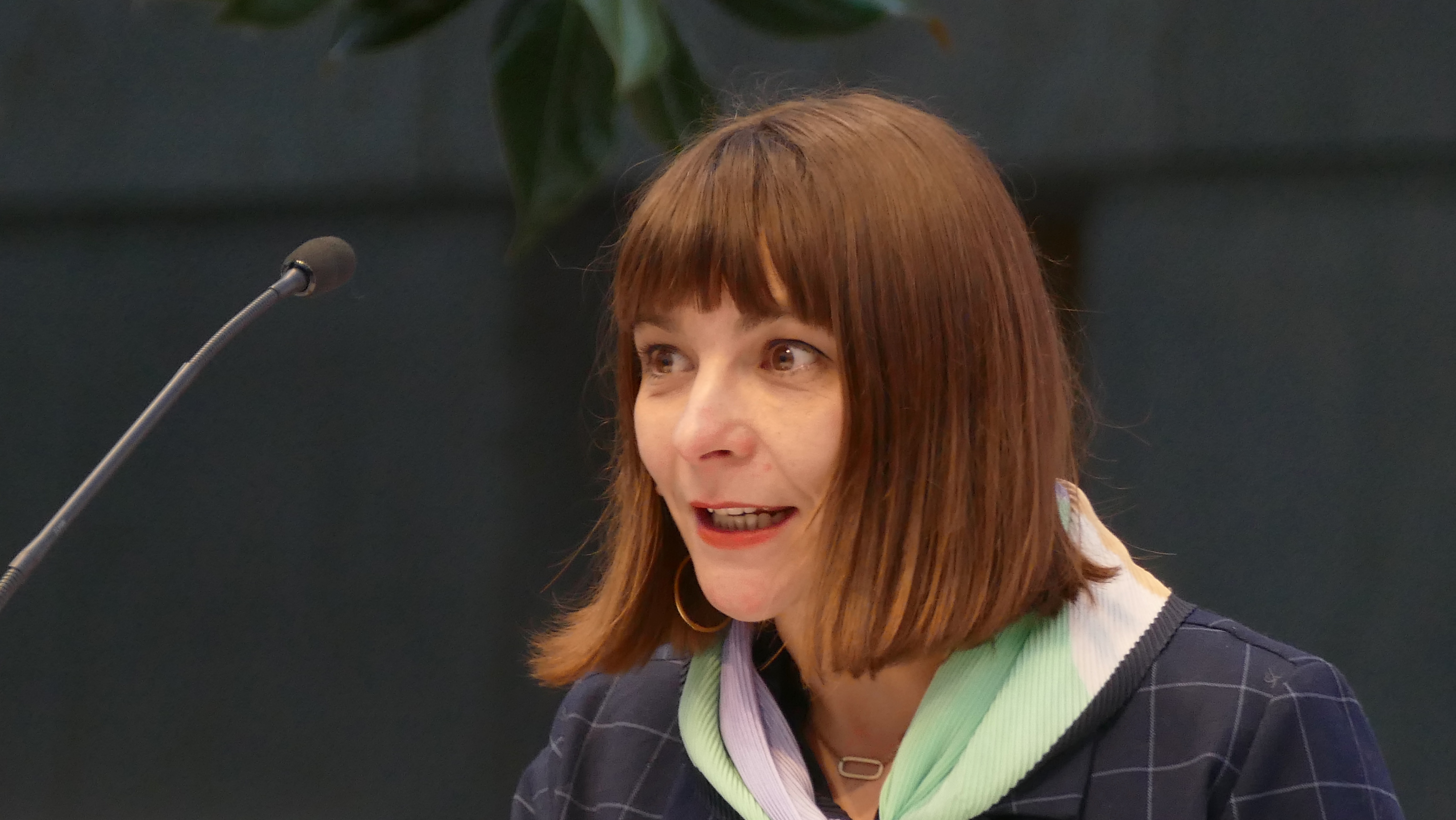
Uljana Wolf (2022)

Uljana Wolf (* 6. April 1979 in Ost-Berlin) ist eine deutsche Schriftstellerin.

## Leben
Uljana Wolf wurde in Berlin-Mitte geboren und wuchs in einer Plattenbausiedlung in Kaulsdorf auf. Ihre Großeltern stammen aus Schlesien, von wo sie nach dem Krieg vertrieben wurden. Sie studierte Germanistik, Anglistik und Kulturwissenschaft an der Humboldt-Universität zu Berlin. Ihre Gedichte wurden in Zeitschriften und Anthologien in Deutschland, Polen, Belarus und Irland veröffentlicht. 2005 debütierte sie mit dem Gedichtband kochanie ich habe brot gekauft, für den sie 2006 (als bisher jüngste Autorin) mit dem Peter-Huchel-Preis ausgezeichnet wurde. In der Begründung der Jury heißt es: 

„Als deutsch-polnische Grenzgängerin verschränkt Uljana Wolf [...] das Lebensgefühl ihrer Generation mit fremden Flurstücken – so der Titel eines Gedichtzyklus – zu einer intensiven Sprachlandschaft. In wenigen Strichen gelingt es ihr, die Essenzen ihrer Erlebniswelt traumhaft sicher in sprachliche Miniaturen zu fassen.“

Ihr zweiter Gedichtband falsche freunde erschien 2009. Dieser Band gliedert sich in die Zyklen Falsche Freunde, Subsisters und Aliens, die alle mit der Problematik, aber auch den produktiven Unschärfen des Übersetzens befasst sind. Besondere Schärfe erhält Wolfs Ansatz im Zyklus Aliens, der das „Übersetzen“ als das „Über-Setzen“ von Körpern übers Meer wörtlich versteht; die zeitgemäße Figur des Migranten und die an ihr vorgenommenen Klassifizierungsprozesse erhalten hier eine dichterische Gestalt.
Darüber hinaus ist Uljana Wolf als Übersetzerin aus dem amerikanischen Englisch tätig, u. a. Christian Hawkey, Matthea Harvey, Yoko Ono und Eugene Ostashevsky. 2009 war sie Mitherausgeberin des Jahrbuchs der Lyrik.
Außerdem ist sie Mitglied im PEN-Zentrum Deutschland und in der Deutschen Akademie für Sprache und Dichtung.
Ihr Prosaband Etymologischer Gossip erhielt den Preis der Leipziger Buchmesse 2022 in der Sparte Sachbuch/Essayistik.
Uljana Wolf lebt in Berlin und New York.

## Schriften
Bücher

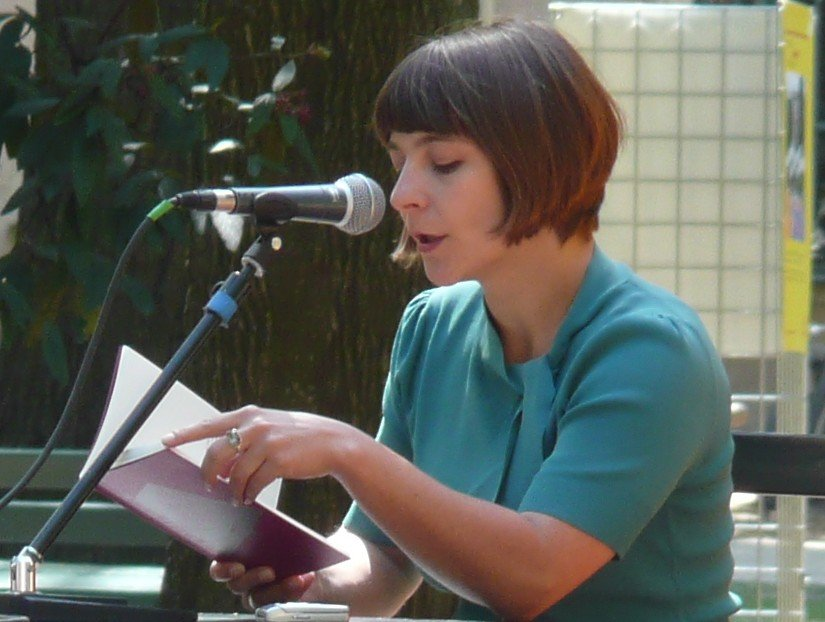
Uljana Wolf bei einer Lesung auf dem Erlanger Poetenfest 2009

- Kochanie ich habe Brot gekauft. Gedichte. kookbooks, Idstein 2005, ISBN 3-937445-16-1.
- Falsche Freunde. Gedichte. kookbooks, Idstein 2009, ISBN 978-3-937445-38-0.
- Box Office. Lyrik Kabinett (Münchner Reden zur Poesie), München 2009. ISBN 978-3-938776-26-1.
- Sonne From Ort. Ausstreichungen/Erasures englisch/deutsch nach den „Sonnets from the Portuguese“ von Elizabeth Barrett Browning und den Übertragungen von Rainer Maria Rilke. (mit Christian Hawkey). kookbooks, Berlin 2012, ISBN 978-3-937445-53-3.
- Meine schönste Lengevitch. Prosagedichte. kookbooks, Berlin 2013, ISBN 978-3-937445-57-1.
- Wandernde Errands. Zwiesprachen – Eine Reihe der Stiftung Lyrik Kabinett München. Das Wunderhorn, Heidelberg 2016, ISBN 978-3-88423-529-4.
- Die Hochsee der Ilse Aichinger. Ein unglaubwürdiger Reiseführer zu ihrem 100. Geburtstag. (Hg.) Mit Marie Luise Knott. Reihe Zwiesprachen der Lyrik Kabinett. Wunderhorn, Heidelberg 2021. ISBN 978-3-88423-652-9
- Ilse Aichinger: Bad words: selected short prose. Übersetzt von Uljana Wolf und Christian Hawkey. Seagull Books, 2018, ISBN 978-0-85742-476-1.
- Etymologischer Gossip. Essays und Reden. kookbooks, Berlin 2021, ISBN 978-3-948336-03-5.
- muttertask. Gedichte. kookbooks, Berlin 2023, ISBN 978-3-948336-22-6.

Beiträge in Anthologien und Literaturzeitschriften
- Anja Bayer, Daniela Seel (Hrsg.): all dies hier, Majestät, ist deins – Lyrik im Anthropozän. kookbooks, Berlin 2016, ISBN 978-3-937445-80-9.
- Karl Otto Conrady (Hrsg.): Der Große Conrady. Das Buch deutscher Gedichte. Von den Anfängen bis zur Gegenwart. 2008.
- Timo Berger (Hrsg.): Devolver el fuego. Cinco poetas de Alemania. Ediciones Vox, Bahía Blanca (Argentinien) 2006.
- Björn Kuhligk, Jan Wagner (Hrsg.): Lyrik von Jetzt. DuMont, Köln 2003, ISBN 3-8321-7852-X.
- Literaturzeitschriften: Bella triste, Kritische Ausgabe, The Monday Letters, Die Außenseite des Elementes, Edit, Das Gedicht, intendenzen, Kursywa, Poetry Ireland Review, randnummer literaturhefte, WIR. Arte Nova.

## Auszeichnungen
- 2025: Internationaler Literaturpreis – Haus der Kulturen der Welt für Autobiographie des Todes[4]
- 2024: Monika-Schoeller-Dozentur für literarisches Übersetzen an der Goethe-Universität in Frankfurt am Main (Wintersemester 2024/25)
- 2024: Ernst-Meister-Preis[5]
- 2024: Thomas Kling-Poetikdozentur der Universität Bonn
- 2022: Preis der Leipziger Buchmesse (Sachbuch/Essayistik) für Etymologischer Gossip. Essays und Reden
- 2021: Preis der Stadt Münster für Internationale Poesie als Übersetzerin von Eugeniusz Tkaczyszyn-Dycki (zusammen mit Michael Zgodzay)[6]
- 2019: einjähriges Stipendium der Berliner Senatsverwaltung für Kultur und Europa[7]
- 2019: August-Wilhelm-von-Schlegel-Gastprofessur für Poetik der Übersetzung an der FU Berlin, Wintersemester 2019/2020
- 2019: Preis der Stadt Münster für Internationale Poesie, zusammen mit dem Lyriker Eugene Ostashevsky und der weiteren Übersetzerin Monika Rinck
- 2019: Kunstpreis Berlin für Literatur[8]
- 2017/2018: Stipendiatin, Villa Massimo
- 2017: Mitglied der Deutschen Akademie für Sprache und Dichtung
- 2016: Adelbert-von-Chamisso-Preis, gemeinsam mit Esther Kinsky
- 2015: Erlanger Literaturpreis für Poesie als Übersetzung
- 2013: Wolfgang-Weyrauch-Förderpreis
- 2012: Nominierung von "false friends" (Übers. ins Engl. von Susan Bernofsky) für den Best Translated Book Award
- 2010: Künstleraufenthalt in der Villa Aurora in Los Angeles
- 2008: Arbeitsstipendium des Deutschen Literaturfonds
- 2006: Dresdner Lyrikpreis (zus. mit Viola Fischerová)
- 2006: Peter-Huchel-Preis
- 2004: Mercator-Berghaus-Stipendium in Krzyzowa (Kreisau), Polen
- 2003: Wiener Werkstattpreis
- 2000: Stipendium der Dubliner Autorenvereinigung DUBCIT und Teilnahme am europäischen Kunstprojekt Poetry 2000 in Irland
- 1997: Deutsch-Polnischer Poetendampfer
- 1996: Bundeswettbewerb Treffen Junger Autoren
- 1995: Preisträgerin des 4. Berliner Jugendliteraturwettbewerbs